# بلک‌هت
بلک‌هت (انگلیسی: Blackhat) فیلمی در ژانر اکشن و مهیج به کارگردانی مایکل مان است که در سال ۲۰۱۵ منتشر شد. از بازیگران آن می‌توان به کریس همسورث و ویولا دیویس اشاره کرد.

## خلاصه داستان
یک هکر باهوش به نام نیک هاتاوی از زندان آزاد می‌شود، تا یک خلافکار مجازی را یافته و تحویل قانون دهد. اما…